# Уральцева Ніна Миколаївна
Ні́на Микола́ївна Ура́льцева (24 травня 1934 , Ленінград, СРСР) — радянська і російська математикиня, докторка фізико-математичних наук, професорка СПбДУ, лауреатка премії імені П. Л. Чебишова (1966), лауреатка Державної премії СРСР (1969), заслужена діячка науки Російської Федерації (2000), нагороджена орденом Дружби (2007).

## Життєпис
Народилася 24 травня 1934 року в Ленінграді. 1956 року з відзнакою закінчила фізичний факультет Ленінградського державного університету (СПбДУ), кафедра вищої математики і математичної фізики. Протягом 1957—1959 років — навчання в аспірантурі, фізичний факультет ЛДУ, під керівництвом О. О. Ладиженської. 1959 року почала роботу на кафедрі математичної фізики математико-механічного факультету ЛДУ асистенткою, потім отримала звання доцентки, а згодом професорки. 1960 року — захист кандидатської дисертації на тему «Регулярність розв'язків багатовимірних квазілінійних еліптичних рівнянь і варіаційних задач». 1964 року — захист докторської дисертації на тему «Крайові задачі для квазілінійних еліптичних рівнянь і систем другого порядку». Від 1968 року працювала у вченому званні професорки кафедри математичної фізики, а від 1974 року — завідувачкою цієї кафедри.

## Наукова діяльність
Основні праці в галузі рівнянь з частковими похідними. Розробка (спільно з Ладиженською) нових сильних методів дослідження гладкості узагальнених розв'язків, результатом чого стала досить повна теорія розв'язності класичних крайових задач для таких рівнянь і отримання остаточних результатів щодо 19-ї і 20-ї проблем Гільберта. Фахівчиня світового рівня в теорії варіаційних нерівностей та задач з вільними межами. Авторка оригінального загального курсу математичної фізики для математиків, низки спецкурсів. Публікацій — 65, цитувань — 2229, індекс Гірша — 7. Під її керівництвом захищено 14 кандидатських і 3 докторські дисертації.

### Громадська діяльність
Відповідальна редакторка щорічних видань «Праці Санкт-Петербурзького математичного товариства» та «Проблеми математичного аналізу», перекладає англійською мовою. Член редколегії журналів «Алгебра и анализ», «Вісник Санкт-Петербурзького університету» і «Lietuvos matematikos rinkinys». Багато разів брала участь у роботі міжнародних наукових конференцій та конгресів, а також у роботі Міжнародного інституту М. Г. Міттаг-Леффлера.

### Наукові праці
- Монографія «Лінійні і квазілінійні рівняння еліптичного типу» (у співавторстві з О. О. Ладиженською) (Москва, 1964)
- Монографія «Лінійні і квазілінійні рівняння параболічного типу» (у співавторстві з О. О. ЛадиженськоЮ і В. О. Солонниковим[ru]) (М., 1967)

## Нагороди
- Премія Ленінградського університету за наукову роботу (1961)
- Премія імені П. Л. Чебишева (спільно з О. О. Ладиженською) (1966) — за роботу «Лінійні і квазілінійні рівняння еліптичного типу»
- Державна Премія СРСР (1969)
- Медаль «За трудову відзнаку» (1971)
- Премія Ленінградського Університету «За педагогічну майстерність» (1987)
- Заслужений діяч науки Російської Федерації (2000)
- Почесний Професор СПбДУ (2003)
- Почесний працівник вищої професійної освіти Російської Федерації (2004)
- Премія імені О. фон Гумбольдта (2005)
- Почесна професорка Королівської Вищої Технічної школи (Стокгольм) (2006)
- Орден Дружби (2007)
- Премія імені П. Л. Чебишова Уряду Санкт-Петербурга (2017) — за видатний внесок у теорію задач з вільними границями[4]